# めざましどようび
『めざましどようび』（英語: MEZAMASHI SATURDAY）は、フジテレビ系列（FNS27局）で2003年（平成15年）10月4日から毎週土曜日 6:00 - 8:30（JST）に生放送されている朝の情報番組。略称は『めざど』または『めざサタ』。
2008年7月12日から2012年3月31日までフジテレビと一部系列局で毎週土曜日 9:55 - 10:40（JST）に生放送されていた『めざましどようびメガ』についても本項にて記述する。

## 概要
『めざましテレビ』の週末版として2003年10月4日にスタートした。『めざましテレビ』の土曜版は、本番組以前にも『めざましテレビ週末号』として放送されていた。
平日版同様、テレビ大分では本番組は放送されていない。本番組開始1週間前に、テレビ大分でもネットされていた後座番組『いつでも笑みを!』（関西テレビ制作。2005年3月終了）に八塩・伊藤がゲスト出演したが、番組中「大分県では放送されない」旨の案内が関西テレビ側からは行われなかった。
出演者の大多数がフジテレビアナウンサーで構成される平日版に比べて本番組は外部登用の出演者が多く、フジテレビの女性アナウンサーをも含めると女性の出演者が多い（2009年10月以降、男性出演者はフジテレビアナウンサーのみ）。
平日版と比べてキャスターの数が少なく、スポーツやエンタメをナレーションが一部担当しているという点で平日版と異なる。また、時報やめざましじゃんけん、今日の占いCOUNT DOWNは本番組でも実施されているが、平日版より頻度が少ない。
2011年10月1日〜2021年9月まで、本番組が8:00を跨ぐ地上波且つ全国ネットの唯一の土曜朝の番組となっている。同年11月5日から平日版同様、モノラル放送（モノステレオ放送）からステレオ放送に切り替え、BGM・効果音含めステレオ音源で放送されている（ただし、一部BGM・効果音はモノステレオ放送）。
2025年3月31日からは、『めざまし8』の番組終了に伴い、『めざましテレビ』の放送時間が拡大し、8時14分までの放送となる為、めざましテレビ、本番組ともに8時台を跨ぐ編成となっている。
平日、土曜、アクアに関わる、チーフプロデューサー(1)、プロデューサー(6)、プログラムディレクター(10)、ディレクター(120)、アシスタントディレクター(70)（カッコ内は人数、2014年現在）という「番組制作に携わるスタッフ全員が、いつでもまんべんなく同じ情報量を得られる仕組みづくり」として、反省会やネタ会議の議事録をメールで送る仕組みを導入している。

## 歴史
土曜日の朝の情報番組、かつ『めざましテレビ』の姉妹版として1997年4月、『週末号』を立ち上げた。さらに土曜日の『FNNニュース』を内包させるなどしたが、1年後に『晴れたらイイねッ!』、『THE WEEK』を巻き込んで『土曜一番!花やしき』に変わることとなり、『週末号』は終了。それもわずか2年で終了となり、再び土曜朝のニュースは『FNNニュース』となり、『ポンキッキーズ』の枠移動や内包番組の独立化で凌いだ。2003年10月、『ポンキッキーズ21』を30分繰り上げるなどして枠を確保し、当番組を開始。土曜朝の『FNNニュース』を再び内包させた。
『めざましテレビ』のスタジオと同じV9スタジオでセットを組んで生放送を実施しているが、V9スタジオの翌週に向けたセットの建て替え工事等不定期で球体展望室「はちたま」からセットを組んで生放送を実施する日がある。
初代総合司会には八塩圭子(この年6月にテレビ東京を退社。本番組が他局での初レギュラー番組担当)と伊藤利尋(キャスター初挑戦であった)が、初代お天気キャスターには小林麻央(本番組がデビュー)が起用された。またレギュラーとしてパンチ佐藤、コメンテーターとして江上剛が出演した。
2004年10月2日から平日版のめざまし君とは別バージョンの「週末めざましくん」が登場。さらに、2012年4月7日からは、平日版同様に「めざましくん」を統一するようになった。平日版と同様に「めざましくん」(2012年3月31日までは「週末めざましくん」)が時刻を教えてくれる。
当初は予告（番組前の6:58頃、一部地域を除く）で伊藤が『ポンキッキーズ21』のキャラや出演者らとジャカジャカジャンケンをしていたが、2004年10月2日からは八塩のみの予告となった。
放送開始当初は全ネット局揃って7:00開始だったが、2005年4月2日から6:30、2006年4月1日から6:00とそれぞれ開始時間を繰り上げた。6時台は全編ローカルセールス扱いであるため、富山テレビは2020年3月28日まで7:00開始(飛び乗り)となっていた。
2010年7月10日から地上アナログ放送では16:9LBサイズで放送されている。なお、ハイビジョン制作とはいえ、ニュース・スポーツ・芸能におけるVTRは平日版同様、4:3標準画質で両サイドに「めざましどようび」の名前入りのサイドパネルが付けてある(デザインは平日版同様)。しかし、平日版よりはハイビジョン制作のコーナー(「ココ調」、「めざカルチャ」、「MOTTOいまドキ!新発売」など)の比率は高い。同年10月2日から、上記VTRのほとんどがハイビジョン映像になった。テロップも全てHD対応となっている（平日版も同様）。また、テロップは当初は独自のものが多かったが、同日からニュースのテロップデザインが平日版同様になった(『メガ』は2011年11月から)。さらに、2011年4月2日からは平日版同様のコーナーが増えている(当初は占いと「MOTTOいまドキ!新発売」程度)。
平日版は2012年4月2日から大幅刷新に伴い総合司会(メインキャスター)を従来の2人体制から3人体制に変更したが、本番組は2018年9月までは2人体制のままであった。また、同日より一時期平日版はコメンテーターとして前刀禎明が出演開始したが、本番組では2008年3月の江上降板後、コメンテーター枠自体廃止されたままで、コメンテーターの起用はなかった。
2013年4月6日から、平日版が20年目を迎えるにあたって、本番組もテロップを平日の2013年仕様に合わせた。また平日版で2013年1月から放送されている「紙兎ロペ」のショートアニメなどは本番組では実施せず、代わりに行楽情報などを多く盛り込むなどの工夫がされ、平日版に比べ家族向けの作りになっている。同年10月12日から平日版で行われている「めざましじゃんけん」を本番組でも開始。
2014年3月31日から平日版にて曜日ごとにテーマカラーを定めることになり、当番組も6日目の放送という形でイエローのテーマカラーが2014年4月5日の放送から割り当てられた。
2018年10月6日から、これまで情報キャスターを務めていた西山喜久恵が総合司会（メインキャスター）に昇格したため、本番組でも総合司会（メインキャスター）が3人体制となった。
2022年4月2日を以って、総合司会（メインキャスター）を担当した佐野・久慈が卒業し、後任に平日版総合司会（メインキャスター）と二刀流で担当する生田竜聖と、平日版お天気キャスターを歴代最年長で6年間担当した阿部華也子が担当。なお、佐野は翌週4日からは、平日の『ポップUP!』の進行MCを山﨑夕貴と共同で担当する。また久慈は4月末でフジテレビを退社するため、当番組をはじめ、レギュラー番組を全て降板することとなった。
2024年3月、谷尻萌がお天気キャスターを卒業した（その後めざましファミリーとして、2024年4月以降も出演している）。2024年4月、谷尻の後任に田中裕理がお天気キャスターに就任したが、2024年6月に卒業した。田中の卒業は、2024年6月29日放送のエンディングにて突然発表された。2024年7月、田中の後任に上垣皓太朗がお天気キャスターに就任した。『めざましどようび』のお天気キャスターを男性アナウンサーが担当するのは、2013年10月〜2015年3月の木村拓也以来、9年ぶりのことである。田中が担当していた『めざましテレビ』金曜日については、2024年7月からは林佑香が月曜日〜金曜日の全てを担当している。

### 平日版新型コロナウイルス感染症による対応措置
2020年4月10日 - 6月26日及び同年8月14日 - 9月25日の期間に実施した措置では、2020年4月7日に発令された改正・新型インフルエンザ等対策特別措置法に基づく新型コロナウイルス感染症緊急事態宣言を受け、4月10日から6月26日までは新型コロナウイルス感染拡大防止の観点から、当面の間は月曜日から木曜日まで平日版キャスターが平日班で金曜日のみ本番組のキャスターが土曜班の2班体制で出演した。6月29日からは通常通りに戻ったものの、8月13日に木曜日パーソナリティである伊野尾慧の感染が確認されたことを受け、8月14日から9月25日までの放送分で再び金曜日のみ本番組のキャスターが出演することになった。また、伊野尾は2020年9月1日から仕事復帰した。
総合司会(メインキャスター)・ニュースサブキャスターに関しては、2020年4月10日から6月26日及び8月14日から9月25日までの放送分は感染拡大防止の観点から、総合司会(メインキャスター)は三宅正治・永島優美が月曜 - 木曜に、佐野・久慈が金曜に出演し、サブキャスターは生田・井上清華が月曜 - 木曜に、本番組スポーツキャスターの木下・平日版フィールドキャスターの藤本万梨乃が金曜に出演。ただし、本番組総合司会の西山とニュースキャスターの松村は出演しないが、5月8日は佐野が体調不良のため欠席し、平日版「きょうのわんこ」ナレーション・本番組総合司会の西山が代行した。
お天気キャスターに関しては、2020年4月10日から6月26日までの放送分は感染拡大防止の観点から、金曜のみ本番組の11代目お天気キャスターの谷尻が出演した。6月29日からは通常通りに戻ったものの、8月13日に木曜日パーソナリティであるHey!Say!JUMPの伊野尾の感染が確認されたことを受け、8月14日から金曜は再び『めざましどようび』のキャスターが出演することとなるが、11代目お天気キャスターの谷尻は金曜は出演せず、7代目お天気キャスターの阿部が金曜も通常通り出演することになった。
スポーツキャスターに関しては2020年4月10日から6月26日までの放送分は感染拡大防止の観点から酒主義久が月曜 - 木曜に、黒瀬翔生が金曜に出演し、月曜・火曜・木曜・金曜の久慈は毎週金曜のみ『めざましどようび』の出演者の立場で総合司会(メインキャスター)を担当し、水曜の井上清華は月曜 - 木曜にニュースサブキャスターを担当することになった。金曜のニュースサブキャスターはフィールドキャスターの藤本万梨乃が担当。6月29日からは通常通りに戻ったものの、8月13日に木曜日パーソナリティである伊野尾の感染が確認されたことを受け藤井弘輝が木曜に、出演して月曜・水曜・木曜の酒主が月曜 - 水曜の出演に変更されたが、久慈・井上は再び、月 - 木曜に井上が、金曜に久慈が出演となった。2020年9月10日からは酒主が月曜 - 水曜の出演から月曜・水曜・木曜の出演に再度変更された。黒瀬は金曜のみ出演。2020年10月12日からは平日版ニュースサブキャスターを担当する井上（月曜・火曜・金曜）、久慈（水曜・木曜）がスポーツキャスターも再度兼務することになった。
エンタメキャスターについては2020年4月10日から6月26日までの放送分は感染拡大防止の観点から軽部真一と永尾亜子が月曜 - 木曜に、堤礼実と本番組エンタメキャスターの高見が金曜に出演（深夜の担当番組も兼務しているため、その間鈴木唯の出演はなし）。8月14日から9月25日は軽部と永尾が月曜・木曜、軽部と鈴木が火曜・水曜、堤・高見が金曜に出演。
2021年1月7日の新型コロナウイルス緊急事態宣言再発令を受け、1月13日から、平日班と土曜班の接触を防ぐため、久慈が平日版の水曜日・木曜日には出演せず、本来の曜日（月曜日・火曜日・金曜日）に加えて井上が水曜日、渡邊渚が木曜日に出演。久慈は本番組のみの出演となった。
「キラビト!」と「きょうのわんこ」に関しては、新型コロナウイルス感染拡大防止で新規の収録ができない間、「キラビトレジェンド」「きょうのわんこレジェンド」として、それぞれ過去に放送されたものの再放送を行っている。
2022年1月20日に伊野尾と同じくHey!Say!JUMPメンバーである知念侑李が新型コロナウイルスに感染していたことが確認され、伊野尾をはじめメンバー全員が検査をしたところ、伊野尾の感染が再び確認された。木曜日の出演者は全員金曜日の出演を見合せた。これを受け翌日21日は、本番組の出演者中心で放送した。総合司会（メインキャスター）として酒主（生田の代役）と佐野・久慈（三宅・渡邊の代役）、エンタメキャスターは鈴木（渡邊・情報キャスターの藤本の代役兼務）、と高見（軽部の代役）、スポーツキャスターは大川が担当した。ただし、お天気キャスターに関しては阿部が通常通り出演。伊野尾は自宅療養を行ったのち2月3日から平日版に復帰した。24日からは平日版・本番組同様、1度に出演する出演者を最小限に減らすことやアクリル板を増やすこと、一部出演者を24階の「はちたま」から出演（本番組では行わない）するなど感染対策を強化しており、現在も続いている。なお、今回は出演者を2班体制にする措置は取られていない。
2022年3月15日に平日版エンタメキャスターの永尾が新型コロナウイルスへの感染が確認され、当番組では翌日16日に発表した。16日は同時に出演していた軽部が念のため欠席した。なお鈴木は、担当日であるが休暇のため、当番組エンタメキャスターの高見が代行した。

### めざましどようびメガ
2008年7月12日から、それまで土曜10・11時台にフジテレビと一部系列局で放送されていた『ハッケン!!』が会社全体の予算削減の流れを受け終了したことに伴い、『めざましどようびメガ』(10時台前半のみ)を新設することになった。初代総合司会は本編同様、福原・杉崎が担当し、コメンテーターにはケンドーコバヤシを起用。さらに、2009年4月からは話題のゲストを招く体制となった。
一部地域では関西テレビ制作『にじいろジーン』を間に挟んでの実質的な枠拡大が図られた。このような2部構成の形態となるのは『土曜一番!花やしき』以来のことである。『メガ』非ネット局では、引き続き自社制作の生情報番組や通販番組、フジテレビ系番組の遅れネットや、他系列の番販ネット、再放送番組などを放送した。当初非ネットから新規ネットを開始したり、当初ネットからネット打ち切りにする局もあった（ネット打ち切りの後にネットを再開させた局もあり）。また、富山テレビは本編は飛び乗りながら『メガ』（2011年4月2日以降）をネットする異例の編成を行った（民放が3局以下の地域で『メガ』がネットされた唯一の事例でもある）。
2008年7月19日は、お台場冒険王ファイナルの開催初日のため、『メガ』は9:55 - 11:40まで放送。なお、フルネットしたのは、フジテレビ・仙台放送・さくらんぼテレビ。このため、「芸能ショーケン」と「家電」と「占い」と天気予報が休止になった。
2009年2月14日の『メガ』の大半は、平日版の15周年イベント「元気のミナとも」の開幕の中継だった。
2009年4月の放送から、それまで『メガ』に出演していた高樹千佳子・山縣苑子・松尾が降板。番組内容も若干ながらリニューアルを行った。
2010年10月から大幅リニューアルを実施し、サブタイトルを「NIPPONナンダーワンダー」とした。極東アジアの先進国として様々な文化・技術などを世界に発信するニッポン。日本に住む、日本に訪れる外国人はニッポンをどう見て感じて取っているのか外国人の目から見た今の日本を伝えていく情報番組へ変更された。また、この変更前までは番組の後半で天気予報のコーナーがあったがこの変更から天気予報のコーナーがなくなった。
2012年3月31日、最終回を迎えた。フジテレビ系列平日午後のワイドショー枠復活並びに『知りたがり!』の枠移動・拡大の影響を受けての終了である（フジテレビ系列平日午後のワイドショー枠は2013年9月で再度廃止し、2015年4月再度復活）。同年4月7日よりフジテレビ（関東ローカル）は9:55 - 10:20に『ONE PIECE スペシャルエディション』（東映アニメーション制作）、10:20 - 10:40に『生田くん、ハイ!』（『メガ』終了時点の出演者だった生田竜聖の冠番組）を開始。これにより『THE WEEK』以来23年続いた土曜昼前の情報番組は一旦途切れることとなり（2013年10月12日から『世界HOTジャーナル』の開始を以て復活したが、2015年3月枠移動に伴い終了）、2013年秋改編まで関東地区における土曜10時台での生情報番組はTBS『王様のブランチ』のみという状態にもなった。なお、『メガ』終了時点の総合司会だった佐野・山崎は、2012年4月から平日9:55枠の『ノンストップ!』に出演している（スタッフも一部携わっている)ほか、『メガ』晩年期のコーナーだった「イコクのつぶやき」は平日版(水曜日）に移して続行した。
終了時点の『メガ』ネット局は各自ローカル編成に移行した。『メガ』を最後に当該枠のフジテレビ同時ネットを行う局はなくなったが、2016年4月2日にスタートした『ライオンのグータッチ』がネットセールス枠となったため、テレビ大分以外の放送局が同時ネットを行っている。

## 現在の出演者
表記されていない人物は、フジテレビアナウンサー。
- 阿部・斉藤・あんべ以外は『めざましテレビ』を兼務。
- ★印は『サン!シャイン』を兼務。
- ☆印は『ノンストップ!』を兼務。

| ポジション                    | キャスター |
| ----------------------------- | --- |
| 総合司会 （メーンキャスター） | 生田竜聖 西山喜久恵★ 阿部華也子（タレント）                                                                                        |
| エンタメキャスター            | 阿部華也子（タレント） |
| スポーツキャスター            | 大川立樹 |
| お天気キャスター              | 上垣皓太朗 |
| ニュースキャスター            | 斉藤舞子☆ |
| エンタメリポーター（交代制）  | 阿部華也子（タレント） 生田竜聖 井上清華 軽部真一 鈴木唯 藤本万梨乃 小山内鈴奈 原田葵 高崎春 林佑香（タレント） 谷尻萌（タレント） |
| フィールドキャスター          | 大川立樹 德田聡一朗 勝野健 高崎春 谷尻萌                                                                                           |
| ナレーター                    | 笹谷陽子（タレント） あんべあつし（声優・ナレーター）                                                                              |
| キャラクター                  | めざましくん |

気象予報士（不定期）
- 木村雅洋[4]
- 望月圭子[5]
- 徳田留美
- 樋口康弘
  - 交代で1人で台風接近時などの気象解説。望月・徳田・樋口は平日未明の『FNN Live News α』（不定期）にも出演している。

## 過去の出演者

### 総合司会（メインキャスター）
| 期間 | 期間      | 男性      | 女性                           |
| --- | --------- | --------- | ------------------------------ |
| 2003.10.4 | 2008.3.29 | 伊藤利尋1 | 八塩圭子                       |
| 2008.4.5 | 2011.3.26 | 福原直英2 | 杉崎美香2・3                   |
| 2011.4.2 | 2014.3.29 | 佐野瑞樹  | 皆藤愛子1・3                   |
| 2014.4.5 | 2018.3.31 | 佐野瑞樹  | 長野美郷4                      |
| 2018.4.7 | 2018.9.29 | 佐野瑞樹  | 宮澤智                         |
| 2018.10.6 | 2019.3.30 | 佐野瑞樹  | 西山喜久恵1 宮澤智             |
| 2019.4.6 | 2022.4.2  | 佐野瑞樹  | 西山喜久恵1・5 久慈暁子1・5・6 |
| 2022.4.9 | 現在      | 生田竜聖1 | 西山喜久恵1・5 阿部華也子7     |
| - 2011年3月までは「FNNニュース」を担当。 - 1『めざましテレビ』を兼務（担当時期・ポジションは同番組の項目を参照）。 - 2 『メガ』には通常出演はしなかった（福原・杉崎は2010年10月以降）。 - 3 『めざにゅ〜』を兼務（担当時期・ポジションは同番組の項目を参照）。 - 4 『めざましテレビ アクア』を兼務（担当時期・ポジションは同番組の項目を参照）。 - 5 『めざまし8』を兼務（担当時期・ポジションは同番組の項目を参照）。 - 6 スポーツキャスターも兼務。 - 7 エンタメキャスターも兼務。 |           |           |                                |

### お天気キャスター・スポーツキャスター・エンタメキャスター
| 期間 | 期間       | お天気       | スポーツ               | エンタメ1               |
| --- | ---------- | ------------ | ---------------------- | ----------------------- |
| 2003.10.4 | 2004.9.25  | 小林麻央2    | パンチ佐藤 梅津弥英子2 | 牧原俊幸                |
| 2004.10.2 | 2005.3.26  | 小林麻央2    | パンチ佐藤 梅津弥英子2 | 梅津弥英子              |
| 2005.4.2 | 2006.9.30  | 小林麻央2    | パンチ佐藤2 渡辺和洋5  | パンチ佐藤 小林麻央     |
| 2006.10.7 | 2007.3.31  | 山縣苑子     | パンチ佐藤2 渡辺和洋5  | パンチ佐藤 戸部洋子3・4 |
| 2007.4.7 | 2008.3.29  | 大澤亜季子   | パンチ佐藤2 渡辺和洋5  | パンチ佐藤 松尾翠4      |
| 2008.4.5 | 2008.9.27  | 大澤亜季子   | 中村光宏5              | パンチ佐藤 松尾翠4      |
| 2008.10.4 | 2009.3.28  | 加藤綾子4    | 中村光宏5              | パンチ佐藤 松尾翠4      |
| 2009.4.4 | 2009.9.26  | 高見侑里4    | 中村光宏5              | パンチ佐藤 松尾翠4      |
| 2009.10.3 | 2010.9.25  | 高見侑里4    | 中村光宏5              | 福井慶仁                |
| 2010.10.2 | 2012.3.31  | 高見侑里4    | 中村光宏5              | 山﨑夕貴4・5・6         |
| 2012.4.7 | 2013.9.28  | 曽田麻衣子5  | 三田友梨佳4・5         | 高見侑里4・5・7         |
| 2013.10.5 | 2015.3.28  | 木村拓也5    | 三田友梨佳4・5         | 高見侑里4・5・7         |
| 2015.4.4 | 2016.4.2   | 岡副麻希5・7 | 木村拓也5              | 高見侑里4・5・7         |
| 2016.4.9 | 2016.10.1  | 岡副麻希5・7 | 内田嶺衣奈             | 高見侑里4・5・7         |
| 2016.10.8 | 2017.3.25  | 岡副麻希5・7 | 木下康太郎3 岡副麻希5  | 高見侑里4・5・7         |
| 2017.4.1 | 2017.9.30  | 篠原梨菜7    | 木下康太郎             | 高見侑里4・5・7         |
| 2017.10.7 | 2018.3.31  | 篠原梨菜7    | 木下康太郎 岡副麻希    | 高見侑里4・5・7         |
| 2018.4.7 | 2019.9.28  | 沖田愛加     | 木下康太郎 岡副麻希    | 高見侑里4・5・7         |
| 2019.10.5 | 2020.3.28  | 谷尻萌5      | 木下康太郎 岡副麻希    | 高見侑里4・5・7         |
| 2020.4.4 | 2020.12.26 | 谷尻萌5      | 木下康太郎3            | 高見侑里4・5・7         |
| 2021.1.9 | 2021.10.2  | 谷尻萌5      | 木下康太郎3 久慈暁子   | 高見侑里4・5・7         |
| 2021.10.9 | 2022.4.2   | 谷尻萌5      | 大川立樹3 久慈暁子8    | 高見侑里4・5・7         |
| 2022.4.9 | 2024.3.30  | 谷尻萌5      | 大川立樹3・5           | 阿部華也子              |
| 2024.4.6 | 2024.6.29  | 田中裕理5    | 大川立樹3・5           | 阿部華也子              |
| 2024.7.6 | 現在       | 上垣皓太朗5  | 大川立樹3・5           | 阿部華也子              |
| - 1 以前は肩書きが芸能キャスターだった。 - 2 エンタメキャスターも兼務。 - 3 情報キャスター・フィールドキャスターも兼務。 - 4 『めざにゅ〜』を兼務（担当時期・ポジションは同番組の項目を参照）。 - 5 『めざましテレビ』を兼務（担当時期・ポジションは同番組の項目を参照）。 - 6 『メガ』では総合司会を担当。 - 7 『めざましテレビ アクア』を兼務（担当時期・ポジションは同番組の項目を参照）。 - 8 『めざまし8』を兼務（担当時期・ポジションは同番組の項目を参照）。 |            |              |                        |                         |

### ニュースキャスター・情報キャスター・「ココ調」リポーター・ニューヨーク中継担当
| 期間 | 期間      | ニュース1         | 情報                     | 「ココ調」     | ニューヨーク中継担当2 | ニューヨーク中継担当2 |
| 期間 | 期間      | ニュース1         | 情報                     | 「ココ調」     | 男性                  | 女性                  |
| --- | --------- | ----------------- | ------------------------ | -------------- | --------------------- | --------------------- |
| 2003.10.4 | 2004.7.31 | （不在）          | 渡辺和洋6                | （不在）       | 福原直英              | （不在）              |
| 2004.8.7 | 2004.9.25 | （不在）          | 渡辺和洋6                | （不在）       | 野島卓                | （不在）              |
| 2004.10.2 | 2005.3.26 | （不在）          | 杉崎美香3                | （不在）       | 野島卓                | （不在）              |
| 2005.4.2 | 2005.6.25 | （不在）          | 戸部洋子3・4 高樹千佳子7 | （不在）       | 野島卓                | （不在）              |
| 2005.7.2 | 2007.3.31 | （不在）          | 戸部洋子3・4 高樹千佳子7 | 高樹千佳子7    | 野島卓                | （不在）              |
| 2007.4.7 | 2007.9.29 | （不在）          | 高樹千佳子2・7           | 高樹千佳子2・7 | 野島卓                | （不在）              |
| 2007.10.6 | 2009.3.28 | （不在）          | 高樹千佳子2・7           | 高樹千佳子2・7 | 佐野瑞樹              | 久下香織子            |
| 2009.4.4 | 2010.1.30 | （不在）          | 加藤綾子3                | 高樹千佳子7    | 佐野瑞樹              | 久下香織子            |
| 2010.2.6 | 2010.6.26 | （不在）          | 加藤綾子3                | 宮瀬茉祐子     | 佐野瑞樹              | 久下香織子            |
| 2010.7.3 | 2010.9.25 | （不在）          | 加藤綾子3                | 立本信吾       | 佐野瑞樹              | 久下香織子            |
| 2010.10.2 | 2011.3.26 | （不在）          | 佐野瑞樹5                | 福井慶仁       | 長谷川豊              | 久下香織子            |
| 2011.4.2 | 2012.3.31 | 藤村さおり8       | 倉田大誠2                | 福井慶仁       | 長谷川豊              | 久下香織子            |
| 2012.4.7 | 2012.6.2  | 藤村さおり8       | 中村光宏2                | 鈴木ちなみ     | 長谷川豊              | 久下香織子            |
| 2012.6.9 | 2012.6.23 | 藤村さおり8       | 中村光宏2                | 鈴木ちなみ     | （不在）              | 久下香織子            |
| 2012.6.30 | 2012.8.18 | 藤村さおり8       | 中村光宏2                | 鈴木ちなみ     | 川端健嗣              | 久下香織子            |
| 2012.8.25 | 2012.9.29 | 藤村さおり8       | 中村光宏2                | 鈴木ちなみ     | （不在）              | 久下香織子 阿部知代   |
| 2012.10.6 | 2014.3.29 | 戸部洋子3・8      | 中村光宏2                | 鈴木ちなみ     | （不在）              | 久下香織子 阿部知代   |
| 2014.4.5 | 2015.3.28 | 戸部洋子3・8      | 生田竜聖2・9             | （廃止）       | （不在）              | 久下香織子 阿部知代   |
| 2015.4.4 | 2016.4.2  | 戸部洋子3・8      | 生田竜聖2・9             | （廃止）       | （廃止）              | （廃止）              |
| 2016.4.9 | 2016.10.1 | 竹内友佳          | （不在）                 | （廃止）       | （廃止）              | （廃止）              |
| 2016.10.8 | 2017.3.25 | 酒主義久          | 木下康太郎               | （廃止）       | （廃止）              | （廃止）              |
| 2017.4.1 | 2017.9.30 | 酒主義久          | 西山喜久恵2              | （廃止）       | （廃止）              | （廃止）              |
| 2017.10.7 | 2018.3.31 | 山中章子8         | 西山喜久恵2              | （廃止）       | （廃止）              | （廃止）              |
| 2018.4.7 | 2018.9.29 | 山中章子8         | 西山喜久恵2 新美有加     | （廃止）       | （廃止）              | （廃止）              |
| 2018.10.6 | 2020.3.28 | 山中章子8         | 新美有加                 | （廃止）       | （廃止）              | （廃止）              |
| 2020.4.4 | 2020.4.4  | 山中章子8         | （不在）                 | （廃止）       | （廃止）              | （廃止）              |
| 2020.4.11 | 2020.11.7 | 竹内友佳8         | （不在）                 | （廃止）       | （廃止）              | （廃止）              |
| 2020.11.14 | 2025.3.29 | 松村未央8・10・11 | （不在）                 | （廃止）       | （廃止）              | （廃止）              |
| 2025.4.5 | 現在      | 斉藤舞子8・11     | （不在）                 | （廃止）       | （廃止）              | （廃止）              |
| - 1 7時台の「FNNニュース」のみ担当。 - 2 『めざましテレビ』を兼務（担当時期・ポジションは同番組の項目を参照）。 - 3 『めざにゅ〜』を兼務（担当時期・ポジションは同番組の項目を参照）。 - 4 2006年10月からエンタメキャスターを兼務。 - 5 『メガ』では総合司会を担当。 - 6 2004年4月から半年間、『感動ファクトリー・すぽると!&ニュース』を兼務。 - 7 2006年9月まで『すぽると! WEEKEND SPECIAL』を兼務。 - 8 同日昼のニュースを兼務。 - 9 2014年10月から2016年3月まで同日夕方のニュースを兼務。 - 10 『めざまし8』を兼務（担当時期・ポジションは同番組の項目を参照）。 - 11 『ノンストップ!』を兼務（担当時期・ポジションは同番組の項目を参照）。 |           |                   |                          |                |                       |                       |

### 中継キャスター
| 歴代レポーター一覧 | 歴代レポーター一覧 | 歴代レポーター一覧 | 歴代レポーター一覧 | 歴代レポーター一覧 | 歴代レポーター一覧 | 歴代レポーター一覧 | 歴代レポーター一覧 | 歴代レポーター一覧 | 歴代レポーター一覧 | 歴代レポーター一覧 | 歴代レポーター一覧 | 歴代レポーター一覧 | 歴代レポーター一覧 | 歴代レポーター一覧 | 歴代レポーター一覧 | 歴代レポーター一覧 | 歴代レポーター一覧 | 歴代レポーター一覧 | 歴代レポーター一覧 | 歴代レポーター一覧 | 歴代レポーター一覧 | 歴代レポーター一覧 | 歴代レポーター一覧 | 歴代レポーター一覧 |          |
| 系列局             | 2003.10.4          | 2004.1.10          | 2004.4.3           | 2004.6.5           | 2004.7.3           | 2004.10.2          | 2005.4.2           | 2005.11.5          | 2006.1.7           | 2006.4.1           | 2006.8.5           | 2006.10.7          | 2007.4.7           | 2007.7.7           | 2008.1.5           | 2008.4.5           | 2008.10.4          | 2009.4.4           | 2009.7.4           | 2010.1.9           | 2010.4.3           | 2011.4.2           | 2011.8.6           | 2011.10.1          |          |
| ------------------ | ------------------ | ------------------ | ------------------ | ------------------ | ------------------ | ------------------ | ------------------ | ------------------ | ------------------ | ------------------ | ------------------ | ------------------ | ------------------ | ------------------ | ------------------ | ------------------ | ------------------ | ------------------ | ------------------ | ------------------ | ------------------ | ------------------ | ------------------ | ------------------ | -------- |
| 北海道文化放送     | 竹中美彩           | 竹中美彩           | 竹中美彩           | 竹中美彩           | 竹中美彩           | 竹中美彩           | 竹中美彩           | 竹中美彩           | 竹中美彩           | 竹中美彩           | 竹中美彩           | 加藤寛             | 加藤寛             | 加藤寛             | 加藤寛             | 加藤寛             | （不在）           | （不在）           | （不在）           | （不在）           | （不在）           | （不在）           | 榊菜美             | 榊菜美             |          |
| 岩手めんこいテレビ | 坂口奈央           | 坂口奈央           | 坂口奈央           | 坂口奈央           | 坂口奈央           | 坂口奈央           | 坂口奈央           | 坂口奈央           | 坂口奈央           | 坂口奈央           | 坂口奈央           | 坂口奈央           | 坂口奈央           | 坂口奈央           | 坂口奈央           | 坂口奈央           | 野牛あかね         | 野牛あかね         | 野牛あかね         | 野牛あかね         | 野牛あかね         | 野牛あかね         | 野牛あかね         | 野牛あかね         |          |
| 仙台放送           | 柳沢剛             | 柳沢剛             | 柳沢剛             | 柳沢剛             | 柳沢剛             | 柳沢剛             | 柳沢剛             | 柳沢剛             | 柳沢剛             | 出射由佳           | 出射由佳           | 出射由佳           | 出射由佳           | 出射由佳           | 出射由佳           | （不在）           | （不在）           | （不在）           | （不在）           | （不在）           | （不在）           | （不在）           | （不在）           | （不在）           |          |
| 秋田テレビ         | 綿引かおる         | 綿引かおる         | 綿引かおる         | 綿引かおる         | 綿引かおる         | 綿引かおる         | 綿引かおる         | 綿引かおる         | 綿引かおる         | 綿引かおる         | 綿引かおる         | 綿引かおる         | 片桐千晶           | 片桐千晶           | 片桐千晶           | 片桐千晶           | 片桐千晶           | 片桐千晶           | 片桐千晶           | 片桐千晶           | 片桐千晶           | 長島瑞穂           | 長島瑞穂           | 長島瑞穂           |          |
| さくらんぼテレビ   | 遠藤敦子           | 遠藤敦子           | 海野麻実           | 海野麻実           | 海野麻実           | 海野麻実           | 海野麻実           | 海野麻実           | 海野麻実           | 鈴木智子           | 鈴木智子           | 鈴木智子           | 鈴木智子           | 鈴木智子           | （不在）           | （不在）           | （不在）           | （不在）           | （不在）           | （不在）           | （不在）           | （不在）           | 佐々木萌美         | 佐々木萌美         |          |
| 福島テレビ         | 向井佐都子         | 向井佐都子         | 向井佐都子         | 向井佐都子         | 向井佐都子         | 向井佐都子         | 関口由香里         | 関口由香里         | 関口由香里         | 関口由香里         | 関口由香里         | 関口由香里         | 坂井有生           | 坂井有生           | 坂井有生           | 坂井有生           | 坂井有生           | 坂井有生           | 坂井有生           | 坂井有生           | 坂井有生           | 名和田知加         | 名和田知加         | 名和田知加         |          |
| 新潟総合テレビ     | 木竜亜希子         | 木竜亜希子         | 木竜亜希子         | 木竜亜希子         | 木竜亜希子         | 木竜亜希子         | 中田エミリー       | 中田エミリー       | 中田エミリー       | 中田エミリー       | 中田エミリー       | 中田エミリー       | 中田エミリー       | 中田エミリー       | 中田エミリー       | 市野瀬瞳           | 市野瀬瞳           | 市野瀬瞳           | 市野瀬瞳           | 市野瀬瞳           | 市野瀬瞳           | 市野瀬瞳           | 市野瀬瞳           | 市野瀬瞳           |          |
| 長野放送           | 宮本利之           | 宮本利之           | 御影倫代           | 御影倫代           | 御影倫代           | 御影倫代           | 御影倫代           | 御影倫代           | 御影倫代           | 吉崎仁康           | 吉崎仁康           | 吉崎仁康           | 吉崎仁康           | 吉崎仁康           | 吉崎仁康           | 平松奈々           | 平松奈々           | 平松奈々           | 平松奈々           | 平松奈々           | 平松奈々           | 平松奈々           | 平松奈々           | 平松奈々           |          |
| テレビ静岡         | 小林美幸           | 小林美幸           | 小林美幸           | 小林美幸           | 小林美幸           | 小林美幸           | 小林美幸           | 小林美幸           | 小林美幸           | 近藤英恵           | 近藤英恵           | 近藤英恵           | 近藤英恵           | 近藤英恵           | 近藤英恵           | 近藤英恵           | 近藤英恵           | 近藤英恵           | 近藤英恵           | （不在）           | （不在）           | 木村英里           | 木村英里           | 木村英里           |          |
| 富山テレビ         | 中村理恵           | 中村理恵           | 波多江良一         | 波多江良一         | 波多江良一         | 波多江良一         | 波多江良一         | 加藤美由紀         | 加藤美由紀         | 加藤美由紀         | 加藤美由紀         | 加藤美由紀         | 三都井美衣         | 三都井美衣         | 三都井美衣         | （不在）           | （不在）           | （不在）           | （不在）           | （不在）           | （不在）           | 有地佐哉香         | 有地佐哉香         | 有地佐哉香         |          |
| 石川テレビ         | 竹嶋和江           | 竹嶋和江           | 竹嶋和江           | 竹嶋和江           | 竹嶋和江           | 竹嶋和江           | 竹嶋和江           | 竹嶋和江           | 稲垣真一           | 稲垣真一           | 稲垣真一           | 稲垣真一           | 稲垣真一           | 渡辺亜里           | 渡辺亜里           | 渡辺亜里           | 渡辺亜里           | 渡辺亜里           | 渡辺亜里           | 渡辺亜里           | （不在）           | 小野木梨衣         | 小野木梨衣         | 小野木梨衣         |          |
| 福井テレビ         | 丸山勝義           | 丸山勝義           | 丸山勝義           | 丸山勝義           | 丸山勝義           | 丸山勝義           | 丸山勝義           | 丸山勝義           | 丸山勝義           | 丸山勝義           | 松山桃子           | 松山桃子           | 松山桃子           | 松山桃子           | 松山桃子           | 圓山詩織           | 圓山詩織           | 圓山詩織           | 圓山詩織           | 圓山詩織           | 圓山詩織           | 圓山詩織           | 圓山詩織           | 圓山詩織           |          |
| 東海テレビ         | 福島智之           | 福島智之           | 福島智之           | 福島智之           | 福島智之           | 福島智之           | 福島智之           | 福島智之           | 福島智之           | 武藤祐子           | 武藤祐子           | 武藤祐子           | 武藤祐子           | 武藤祐子           | 武藤祐子           | 勅使河原由佳子     | 勅使河原由佳子     | 勅使河原由佳子     | 勅使河原由佳子     | 勅使河原由佳子     | 勅使河原由佳子     | 勅使河原由佳子     | 勅使河原由佳子     | 武裕美             |          |
| 関西テレビ         | 桑原征平           | 桑原征平           | 桑原征平           | 岡安譲             | 岡安譲             | 岡安譲             | 岡安譲             | 岡安譲             | 岡安譲             | 岡安譲             | 岡安譲             | 岡安譲             | 岡安譲             | 岡安譲             | 岡安譲             | 岡安譲             | 岡安譲             | 岡安譲             | 岡安譲             | 岡安譲             | 岡安譲             | 岡安譲             | 岡安譲             | 岡安譲             |          |
| 山陰中央テレビ     | 岩田浩岳           | 岩田浩岳           | 岩田浩岳           | 岩田浩岳           | 河野美知           | 河野美知           | 河野美知           | 河野美知           | 河野美知           | 河野美知           | 河野美知           | 河野美知           | 河野美知           | 河野美知           | 河野美知           | 河野美知           | 河野美知           | 河野美知           | 河野美知           | 河野美知           | （不在）           | （不在）           | （不在）           | （不在）           | （不在） |
| 岡山放送           | 安藤久美子         | 安藤久美子         | 安藤久美子         | 安藤久美子         | 安藤久美子         | 安藤久美子         | 魚住咲恵           | 魚住咲恵           | 魚住咲恵           | 魚住咲恵           | 魚住咲恵           | 魚住咲恵           | 魚住咲恵           | 魚住咲恵           | 魚住咲恵           | 魚住咲恵           | 魚住咲恵           | 魚住咲恵           | 魚住咲恵           | 魚住咲恵           | 高橋圭子           | 高橋圭子           | 高橋圭子           | 高橋圭子           |          |
| テレビ新広島       | 石井百恵           | 石井百恵           | 金田祐幸           | 金田祐幸           | 金田祐幸           | 金田祐幸           | 金田祐幸           | 金田祐幸           | 金田祐幸           | 金田祐幸           | 金田祐幸           | 金田祐幸           | 金田祐幸           | 天野陽子           | 天野陽子           | 天野陽子           | 天野陽子           | 天野陽子           | 天野陽子           | 天野陽子           | 天野陽子           | 天野陽子           | 天野陽子           | 天野陽子           | 天野陽子 |
| テレビ愛媛         | 鶴田由香           | 橋本利恵           | 橋本利恵           | 橋本利恵           | 橋本利恵           | 橋本利恵           | 橋本利恵           | 橋本利恵           | 橋本利恵           | 橋本利恵           | 橋本利恵           | 橋本利恵           | （不在）           | （不在）           | （不在）           | （不在）           | （不在）           | （不在）           | （不在）           | （不在）           | （不在）           | 久保田夏菜         | 久保田夏菜         | 久保田夏菜         |          |
| 高知さんさんテレビ | 五十嵐圭           | 五十嵐圭           | 五十嵐圭           | 五十嵐圭           | 五十嵐圭           | 五十嵐圭           | 五十嵐圭           | 五十嵐圭           | 五十嵐圭           | 野村舞             | 野村舞             | 野村舞             | 野村舞             | 野村舞             | 野村舞             | 野村舞             | 野村舞             | 野村舞             | 野村舞             | 野村舞             | 野村舞             | 野村舞             | 野村舞             | 野村舞             | 野村舞   |
| テレビ西日本       | 川崎聡             | 川崎聡             | 川崎聡             | 川崎聡             | 川崎聡             | 川崎聡             | 川崎聡             | 川崎聡             | 川崎聡             | 高山梨香           | 高山梨香           | 高山梨香           | 高山梨香           | 高山梨香           | 高山梨香           | 高山梨香           | 高山梨香           | 高山梨香           | （不在）           | （不在）           | （不在）           | 新垣泉子           | 新垣泉子           | 新垣泉子           |          |
| サガテレビ         | 一ノ瀬裕子         | 一ノ瀬裕子         | 中村なぎさ         | 中村なぎさ         | 中村なぎさ         | 中村なぎさ         | 中村なぎさ         | 中村なぎさ         | 中村なぎさ         | 森洸               | 森洸               | 森洸               | 森洸               | 森洸               | 森洸               | 森洸               | 森洸               | 森洸               | 森洸               | 森洸               | 森洸               | 森洸               | 森洸               | 森洸               |          |
| テレビ長崎         | 森千夏             | 森千夏             | 吉井誠             | 吉井誠             | 吉井誠             | 吉井誠             | 吉井誠             | 吉井誠             | 吉井誠             | 吉井誠             | 吉井誠             | 吉井誠             | 吉井誠             | 吉井誠             | 吉井誠             | 吉井誠             | 吉井誠             | 吉井誠             | 吉井誠             | 吉井誠             | 吉井誠             | 吉井誠             | 吉井誠             | 吉井誠             |          |
| テレビくまもと     | 恒松聡美           | 恒松聡美           | 恒松聡美           | 恒松聡美           | 恒松聡美           | 恒松聡美           | 井後真奈美         | 井後真奈美         | 井後真奈美         | 井後真奈美         | 井後真奈美         | 井後真奈美         | 井後真奈美         | 井後真奈美         | 井後真奈美         | 田中朝子           | 田中朝子           | 田中朝子           | 田中朝子           | （不在）           | （不在）           | 中原理菜           | 中原理菜           | 中原理菜           |          |
| テレビ宮崎         | 高橋巨典           | 高橋巨典           | 高橋巨典           | 高橋巨典           | 高橋巨典           | 高橋巨典           | 高橋巨典           | 高橋巨典           | 高橋巨典           | 高橋巨典           | 高橋巨典           | 高橋巨典           | 佐々木六華         | 佐々木六華         | 佐々木六華         | 佐々木六華         | 佐々木六華         | 佐々木六華         | 佐々木六華         | 佐々木六華         | 佐々木六華         | 佐々木六華         | 佐々木六華         | 佐々木六華         |          |
| 鹿児島テレビ       | 坪内一樹           | 坪内一樹           | 坪内一樹           | 坪内一樹           | 坪内一樹           | 坪内一樹           | 坪内一樹           | 坪内一樹           | 坪内一樹           | 坪内一樹           | 坪内一樹           | 坪内一樹           | 上片平健           | 上片平健           | 上片平健           | 上片平健           | 上片平健           | 上片平健           | 上片平健           | 上片平健           | 上片平健           | 上片平健           | 上片平健           | 上片平健           |          |
| 沖縄テレビ         | 平良いずみ         | 平良いずみ         | 平良いずみ         | 平良いずみ         | 平良いずみ         | 平良いずみ         | 平良いずみ         | 平良いずみ         | 平良いずみ         | 平良いずみ         | 平良いずみ         | 平良いずみ         | 平良いずみ         | 平良いずみ         | （不在）           | 三好ジェームス     | 三好ジェームス     | 三好ジェームス     | 三好ジェームス     | 三好ジェームス     | 三好ジェームス     | 金城わか菜         | 金城わか菜         | 金城わか菜         |          |

### 『めざましどようびメガ』 出演者
※全員『めざましどようび』を兼務

#### 総合司会（メインキャスター）
| 期間 | 期間      | 男性     | 女性         |
| --- | --------- | -------- | ------------ |
| 2008.7.12 | 2010.9.25 | 福原直英 | 杉崎美香1    |
| 2010.10.2 | 2012.3.31 | 佐野瑞樹 | 山﨑夕貴1・2 |
| - 1 『めざにゅ〜』を兼務（担当時期・ポジションは同番組の項目を参照）。 - 2 『めざましテレビ』を兼務（担当時期・ポジションは同番組の項目を担当）。 |           |          |              |

#### 情報キャスター・コーナーキャスター・お天気キャスター
| 期間 | 期間      | 情報      | 情報                         | コーナー        | コーナー  | お天気     |
| 期間 | 期間      | 男性      | 女性                         | 男性            | 女性      | お天気     |
| --- | --------- | --------- | ---------------------------- | --------------- | --------- | ---------- |
| 2008.7.12 | 2008.9.27 | 中村光宏1 | 高樹千佳子1 山縣苑子 松尾翠2 | （不在）        | （不在）  | 大澤亜季子 |
| 2008.10.4 | 2009.3.28 | 中村光宏1 | 高樹千佳子1 山縣苑子 松尾翠2 | （不在）        | （不在）  | 加藤綾子2  |
| 2009.4.4 | 2010.9.25 | （廃止）  | （廃止）                     | 中村光宏1       | 加藤綾子2 | 高見侑里   |
| 2010.10.2 | 2012.2.25 | （廃止）  | （廃止）                     | 倉田大誠1・4    | 高見侑里2 | （廃止）   |
| 2012.3.3 | 2012.3.31 | （廃止）  | （廃止）                     | 生田竜聖1・4・5 | 高見侑里2 | （廃止）   |
| - 1 『めざましテレビ』を兼務（担当時期・ポジションは同番組の項目を担当）。 - 2 『めざにゅ〜』を兼務（担当時期・ポジションは同番組の項目を参照）。 - 3 2009年4月から半年間が「TV人 SHOW - KEN2」、2009年10月から1年間が「週間ビュー!わかっタワー」、2010年10月から最終回までが「食KING 万コック」。 - 4 VTRのみの出演。 - 5 後番組『生田くん、ハイ!』を担当。 |           |           |                              |                 |           |            |

その他コーナー担当
- 相川梨絵 - 「ヒットの神様」
- 宮瀬茉祐子 - 「TOKYOセレブ マイ・フェア・グルメ」VTR出演。後任は戸部。
- 戸部洋子 - 情報キャスターから復帰。「家電BUY‐KING」VTR出演。後任は高見。
- 山縣苑子 - 「めざカルチャ」後任は松尾。（2007年4月7日 - 2009年9月26日）
- 松尾翠 - 「めざカルチャ」（2009年10月3日 - 2011年3月26日）
- 福井慶仁 - 「まんまみ〜や」担当（2012年4月 - 2013年3月）。2012年9月まではVTR出演の他、スタジオのコーナー進行も担当したが、同年10月から『FNNスーパーニュースWEEKEND』との兼ね合いによりVTR出演のみとなる。

ナレータ―
- 加藤円夏 - 「めざうたコンペ」（FM BIRD所属のDJ）。
- 西山喜久恵 - 「どようびのわんこ」
- 森功至（フリー。夏休みの際は石井康嗣が代理担当。）
- あおい洋一郎（フリー） - 主にスポーツニュース、「エンタマde R」
- 阿部知代 - 「TOKYOセレブ マイ・フェア・グルメ」、「家電BUY‐KING」
- 生野陽子 - 『メガ』の「MOTTOいまドキ新発売」
- 水沢史絵 - 『メガ』の「食KING 万コック」
- 奥寺健 - 「どようびのにゃんこ」

### コメンテーター
- 江上剛（2003年10月4日 - 2008年3月28日）
- ケンドーコバヤシ（2008年7月5日 - 2010年9月25日）※『メガ』のみ出演。

## 放送時間
※フジテレビにおける放送時間。各ネット局の放送時間は以下の項目を参照。
| 期間      | 期間      | 放送時間（日本時間） | 放送時間（日本時間） |
| 期間      | 期間      | 本編                 | メガ                 |
| --------- | --------- | -------------------- | -------------------- |
| 2003.10.4 | 2005.3.26 | 7:00 - 8:30（90分）  | （放送無し）         |
| 2005.4.2  | 2006.3.25 | 6:30 - 8:30（120分） | （放送無し）         |
| 2006.4.1  | 2008.7.5  | 6:00 - 8:30（150分） | （放送無し）         |
| 2008.7.12 | 2009.9.26 | 6:00 - 8:30（150分） | 9:55 - 10:45（50分） |
| 2009.10.3 | 2012.3.31 | 6:00 - 8:30（150分） | 9:55 - 10:40（45分） |
| 2012.4.7  | 現在      | 6:00 - 8:30（150分） | （放送無し）         |

## ネット局
- 太字は『めざましどようびメガ』をネットしていた局（最終回時点）。
- ネット局では『めざましテレビ』『めざましテレビ全部見せ』と同様に全局フジテレビからの番組（ネット）送出での時刻表示と各局別（ローカル）送出での天気ループ表示を実施している。

| 放送対象地域   | 放送局                    | 系列                                         | 放送時間         | 備考                |
| -------------- | ------------------------- | -------------------------------------------- | ---------------- | ------------------- |
| 関東広域圏     | フジテレビ（CX）          | フジテレビ系列                               | 土曜 6:00 - 8:30 | 【制作局】          |
| 北海道         | 北海道文化放送（UHB）     | フジテレビ系列                               | 土曜 6:00 - 8:30 |                     |
| 岩手県         | 岩手めんこいテレビ（mit） | フジテレビ系列                               | 土曜 6:00 - 8:30 |                     |
| 宮城県         | 仙台放送（OX）            | フジテレビ系列                               | 土曜 6:00 - 8:30 |                     |
| 秋田県         | 秋田テレビ（AKT）         | フジテレビ系列                               | 土曜 6:00 - 8:30 |                     |
| 山形県         | さくらんぼテレビ（SAY）   | フジテレビ系列                               | 土曜 6:00 - 8:30 |                     |
| 福島県         | 福島テレビ（FTV）         | フジテレビ系列                               | 土曜 6:00 - 8:30 |                     |
| 新潟県         | NST新潟総合テレビ（NST）  | フジテレビ系列                               | 土曜 6:00 - 8:30 |                     |
| 長野県         | 長野放送（NBS）           | フジテレビ系列                               | 土曜 6:00 - 8:30 |                     |
| 静岡県         | テレビ静岡（SUT）         | フジテレビ系列                               | 土曜 6:00 - 8:30 |                     |
| 富山県         | 富山テレビ（BBT）         | フジテレビ系列                               | 土曜 6:00 - 8:30 | [ 注 11 ] [ 注 12 ] |
| 石川県         | 石川テレビ（ITC）         | フジテレビ系列                               | 土曜 6:00 - 8:30 |                     |
| 福井県         | 福井テレビ（FTB）         | フジテレビ系列                               | 土曜 6:00 - 8:30 | [ 注 13 ]           |
| 中京広域圏     | 東海テレビ（THK）         | フジテレビ系列                               | 土曜 6:00 - 8:30 | [ 注 14 ]           |
| 近畿広域圏     | 関西テレビ（KTV）         | フジテレビ系列                               | 土曜 6:00 - 8:30 | [ 注 15 ]           |
| 島根県・鳥取県 | さんいん中央テレビ（TSK） | フジテレビ系列                               | 土曜 6:00 - 8:30 |                     |
| 岡山県・香川県 | 岡山放送（OHK）           | フジテレビ系列                               | 土曜 6:00 - 8:30 |                     |
| 広島県         | テレビ新広島（TSS）       | フジテレビ系列                               | 土曜 6:00 - 8:30 | [ 注 16 ]           |
| 愛媛県         | テレビ愛媛（EBC）         | フジテレビ系列                               | 土曜 6:00 - 8:30 |                     |
| 高知県         | 高知さんさんテレビ（KSS） | フジテレビ系列                               | 土曜 6:00 - 8:30 |                     |
| 福岡県         | テレビ西日本（TNC）       | フジテレビ系列                               | 土曜 6:00 - 8:30 |                     |
| 佐賀県         | サガテレビ（STS）         | フジテレビ系列                               | 土曜 6:00 - 8:30 | [ 注 17 ]           |
| 長崎県         | テレビ長崎 （KTN）        | フジテレビ系列                               | 土曜 6:00 - 8:30 | [ 注 18 ]           |
| 熊本県         | テレビ熊本（TKU）         | フジテレビ系列                               | 土曜 6:00 - 8:30 |                     |
| 鹿児島県       | 鹿児島テレビ（KTS）       | フジテレビ系列                               | 土曜 6:00 - 8:30 |                     |
| 沖縄県         | 沖縄テレビ（OTV）         | フジテレビ系列                               | 土曜 6:00 - 8:30 | [ 注 17 ]           |
| 宮崎県         | テレビ宮崎（UMK）         | フジテレビ系列 日本テレビ系列 テレビ朝日系列 | 土曜 6:00 - 8:30 | [ 注 19 ]           |

かつて放送されていた『めざましどようびメガ』の基本放送時間は毎週土曜日9:55 - 10:40であった。
クロスネット局のテレビ大分（TOS：フジテレビ系列・日本テレビ系列）は日本テレビの『シューイチ』（8:25まで）をネットしているため、本番組は全編非ネットとなっている。

## 過去のコーナー
- めざましNEWS ON
  - 『めざましテレビ』が1994年4月1日の放送開始及び『めざましどようび』が2003年10月4日の放送開始から最新のニュースをお伝えしているが、平日版で大塚範一が降板後は平日版でも週末版でもコーナー名を「NEWS ON」に改題して継続も、 2018年11月から平日版でも週末版でもコーナー名を「最新のニュース」に改題する為に2018年10月で終了した。
- しあわせのおねだん
- お景気予報
- めざましお金道場
- ヒットの神様（2003年10月 - 2004年9月。2004年3月以前は相川がこのコーナー専門の担当だった）
- ハヤリ!スタリ!シタリ!（2004年4月 - 2004年9月。元ニュース担当の渡辺が担当していた）
- 恋するお天気→まおのおでかけお天気（2003年10月 - 2004年9月。小林が中継で天気を）
- マッキーのエンタメ塾（2003年10月 - 2004年9月。牧原による芸能情報）
- 感動ザクザク!すごすぎ!スポーツ（2003年10月 - 2005年3月。梅津が担当）
- スライド新聞 注目はこれだ（杉崎美香が担当）→スライドニュース→めざましNEWS-Sixに発展
- それでわかったウケてる理由（2004年10月 - 2005年6月。伊藤が進行していたが、戸部に担当変更）→2005年7月から「トレンド・ココ調」に
- めざましセブン30、めざましエイト（フラッシュ形式でニュースを紹介）
- めざましおみくじ（2003年10月 - 2004年9月）
- 週末レジャー占い（2004年10月 - 2005年3月。中継先の模様と合わせて紹介）
- 絶景!日本のベストびゅ〜（2004年10月 - 2005年9月)
  - 中継局からの名所・絶景を紹介。
- 週刊ロバ耳マダム（2005年4月 - 9月)
  - 渡辺が週刊誌の話題を紹介、追跡VTRなどで話題を膨らませている。
- 朝イチアンケート みんなはど〜よ〜（2004年10月 - 2005年12月）
  - 番組独自にニュースに沿ったアンケートを実施し付随した情報を入れ込みながら紹介。担当は杉崎→戸部。
- 早耳トレンドNo.1プレミアム（2005年4月 - 12月）
  - 各界のセレブが行きつけの店を自ら紹介する、TOKYOセレブ出没マップの前身、スタジオでは八塩・戸部・小林が試食をするが、戸部が試食の際に見せる面白い顔が評判になる。
- めざまし体操（2004年10月 - 2005年9月）
  - パパイヤ鈴木の振り付けによる「手のひらを太陽に」の体操を全国各地から生中継。
- まおのフレッシュホリデー（2004年10月 - 2006年9月）
  - 小林が季節の食材を使ったレシピ・健康法などを紹介で、パンチ・伊藤がフォローする。
- OH! WAKU50（2006年4月 - 9月）
  - ココ調・スポーツ・エンタメをひとくくりにして大きなコーナーとして編成。
- ニュースファイル・ここがシグナル
  - 1週間の話題のうち気になる話題を伊藤が紹介、江上が解説。2006年3月までは7時台にあった。
- サタ生NY
- どようびのわんこ
  - 2005年9月までは8時前にあった。平日版のコーナー「きょうのわんこ」の土曜版。
- どようびのにゃんこ（2003年10月 - 2015年3月）
  - 2003年9月まで[8]土曜7:45 - 8:00に放送されていた動物番組『ニャンとワンだほー』の後継コーナー、開始当初は『ニャンとワンだほー』の一社提供スポンサーだったペディグリー・カルカン名義でCMが引き続き放送されていた。前述のどようびのわんこと連続して当コーナーが放送されていた時期もあった。どようびのにゃんこスペシャルを放送する場合は、どようびのにゃんこの代わりに最新ニュースを放送する場合も有った。このコーナーから「めざましムービー」シリーズ『にゃんこ THE MOVIE』全5作が生まれている。
- 週刊スポーツパンチ
- NAMA-WAKU（2006年4月 - 2007年3月）
- トレンド・ココ調（2005年7月 - ）
- Oh!ダイバWaミドリフレ（2007年4月 - 9月）
- モーレツ社長笑いまショー（2007年）
  - 笑福亭鶴瓶が毎日忙しく笑いのない社長たちに落語をプレゼントする企画。正確には「めざましどようびハッピージャパンプロジェクト・モーレツ社長笑いまショー」。月1，2回ほどコーナーがあったが、2007年12月27日（26日深夜）の特番『笑福亭鶴瓶×めざましはぴじゃぱ モーレツ社長笑いまショーSP 完結編』（4:15 - 5:15）にて完結した。
- ニュース-ing（ - 2009年3月）
- めざ・まち エコクロック
- MOV-INGジャパン（ - 2010年3月）
- サキユキエンタ（2010年10月 - 2012年3月）
- サキユキエンタ ランキング（2010年10月 - 2012年3月）
- 週間ビュー! わかっタワー（ - 2010年9月）※メガのみ
- トリメシ（ - 2010年9月）※メガのみ
- 週末めざまし占い（ - 2012年3月）※メガのみ
- イコクのつぶやき（ - 2012年3月）※メガのみ　2012年4月 - 、平日版水曜日の「OH!めざめエンタプレミアム」水曜日企画へ移行
- ナンダーワンダー（ - 2012年3月）※メガのみ
- 食KING万コック（ - 2010年9月）※メガのみ
- やったらどうなる!?こちタメラボ（2010年4月 - 2011年3月）
- めざカルチャ★（2007年4月 - 2011年3月）
  - リポーターが各地を旅する。リポーターはコーナー開始時から2009年9月までは山懸が、2009年10月からコーナー終了時までは松尾が担当。温泉地を訪ねることも多いが、入浴シーンはない。
- おためしトラベラーぐるるんアース（ - 2012年3月）
  - 番組ADが様々な疑問や現象をお試ししながら各地を旅する。基本的には日本のみならず海外も旅することが多い。
- MOTTOいまドキメガ→MOTTOいまドキ新発売（2008年7月 - 2012年3月）
- まんまみ～や（2012年4月 - 2013年3月）
  - 観光地や新名所をよりよく楽しめるようにと「まんまカメラくん」なるキャラが注目のものを取材するコーナー。
- めざまスカ愛ルーム（2012年4月 - 2014年3月）
  - 皆藤愛子が部屋をゲストを招き入れるトークコーナー。
- OH!ジャパンダフル（2013年4月 - 2014年3月）
  - 各国の外国人に日本の技術の素晴らしさを伝えるロケコーナー。
- ココ調TOP OF THE WORLD（2012年4月 - 2014年3月）
  - 鈴木ちなみが出演する海外ロケコーナー。テレビ大分では2014年4月から同コーナーを独立番組として放送している
- さのさんぽ(2015年4月 - 2017年10月、2022年4月2日）
  - 佐野瑞樹がゲスト都内周辺や全国各地を散歩する。ゲストは岡副麻希や芸能人、フジテレビのアナウンサーなど。ゲストによっては前編・後編形式で放送する場合があった。2017年10月で一旦終了するも、2022年4月2日に「くじがいくよ!」とのコラボで4年半ぶりの復活及び最終回を迎えた。
- めざましウィークリー（2015年10月3日 - 2015年10月31日）
  - 生田が担当で、1週間の話題を曜日毎に10分間でお浚いする。
- ちょっとユリみち（2012年4月7日 - 2016年4月9日）
  - 「コレぐぅ〜」で紹介された映画の中から最も注目度の高い映画をクローズアップし、その映画にかかわる人物の元に高見が取材に行くコーナー。
- けさの新聞記事（2003年10月4日 - 2016年4月9日）放送開始当初からのコーナーで、平日版で言えば「めざましNEWSペーパー」に相当。2016年10月8日以降は7:13頃からのニュース（平日版で言えば「イマドキ」「めざましSEVEN」に相当）で不定期で紹介される場合が有る。
- 新ど〜YOU KNOW?（2016年4月 - 2016年8月）
  - 木曜に放送した「めざま診断」を土曜にも放送で、木曜に重大なニュースが発生した場合は土曜も休止した。
- 世代別○○ランキング(2016年4月23日 - 2016年8月）
  - あらゆるジャンルのランキングを世代別にベスト3を発表する。
- 月曜日の『めざましテレビ』の予告 (2003年10月4日 - 2017年7月3日)
  - 2003年10月4日の放送開始から月曜日の『めざましテレビ』の予告を放送したが、重大ニュースが発生した場合は「エンドニュース」を放送する関係で休止する事が有り2017年7月10日放送分から「エンドニュース」をレギュラーコーナー化する関係で、2017年7月3日放送分で終了した。
- おめざめエンタ ウィークリーMAX（ - 2018年11月10日）
  - 『めざましテレビ』で放送された1週間で話題になったエンタメ情報に関して、未公開映像も交えて放送した。
- 今日の占いCOUNT DOWN HYPER（2003年10月4日 - 2020年3月28日）
  - 2003年10月4日の放送開始から番組のエンディングで実施したが、2020年4月4日から全編ネットセールスに昇格したことに伴い6:58頃の今日の占いCOUNT DOWNが8:26頃に変更することになり、2020年3月28日で終了。
- きょう一番のニュースをお伝えする（2020年4月4日 - 2020年6月6日）
  - 久慈が担当で2020年4月4日から全編ネットセールスに昇格したことに伴って開始したが、2020年6月13日からBUZZ NEWS（2018年11月からコーナー開始）を3か月ぶりに再開するため、2020年6月6日で終了。
- BUZZ NEWS（2018年11月 - 2020年3月、2020年6月13日 - 2021年9月25日）
  - 2018年11月から開始し、今週最も話題になったニュースをランキング形式でお伝えする内容。2020年3月で一旦終了したが、2020年6月13日放送分から再開し、2021年9月25日放送分で終了した。
- 気圧予報（2020年4月4日 - 2022年7月2日）
  - 谷尻が担当で2020年4月4日放送分から開始し日本気象協会から発表され、せたがや内科・神経内科クリニックの久手堅司先生監修の元、天気によって頭痛や関節痛等の症状が現れやすい視聴者に影響度を大は赤・中はオレンジ・小は青の3段階で表して参考にして貰う内容。2022年7月9日放送分から「週刊気圧予報」を開始する事に伴い、2022年7月2日放送分で終了した。
- くじがいくよ!（2021年4月3日 - 2022年4月2日）
  - 久慈が担当で話題の注目スポットに取材に行くコーナーで、番組スタッフから用意されたおみくじを引いて2択のチャレンジ内容から1つ挑戦するが、久慈に同行する専門家が代わりにチャレンジする事も有った。2022年4月2日放送分で「さのさんぽ」とのコラボで最終回を迎えた。
- BUZZ NEWSワードランキング（2021年10月9日 - 2021年10月16日）
  - 2021年10月9日放送分から開始し、今週最も話題になったニュースのワードをランキング形式でお伝えする内容で、2021年10月16日放送分で終了した。
- シェアTOPICS Saturday（2020年10月 - 2022年4月2日）
  - 久慈が担当で2020年10月から始まり、今日話題にしたい内容をお届けする「シェアTOPICS」の総集編で、2021年3月までは「キクエがキクヨ!」との隔週で放送した。2021年4月から毎週放送に昇格したが、2021年4月のみ7:10頃～7:15頃までの放送で、2021年5月から8:08頃～8:13頃までの放送の変更され、2022年4月2日放送分で終了した。
- ニュース（2023年1月28日 - 2023年4月1日）
  - 生田が担当で2023年1月28日放送分から開始し、平日版で言えば5:50頃のニュースコーナーの週末版を7:40 - 7:48頃に編成。2023年4月1日放送分で終了した。
- きょうのわんこ特別編（2023年8月26日）
  - 『めざましテレビ』放送開始30周年記念及び「きょうのわんこ」コーナーが間もなく6800回を迎えるのを記念し、夏休み中に「きょうのわんこ」のナレーションに挑戦したい小学生を募集。西山が当選した小学1年生の箱崎菫ちゃんの自宅を訪問し、コミュニケーションをとりながらナレーションの方法を指導。後日箱崎菫ちゃんが母親の同伴でフジテレビを訪れて、西山の立会いでナレーション収録した模様が2023年8月26日放送分の『めざましどようび』で放送された。

## テーマ曲
| 歌手名・ ユニット名  | 曲名                         | 使用された期間                 | 備考 |
| -------------------- | ---------------------------- | ------------------------------ | --- |
| PE'Z                 | 「WONDERFULDAYS」            | 2003年10月4日 - 2004年6月26日  | アルバム「極月-KIWAMARI ZUKI-」に収録。                                                                            |
| PE'Z                 | 「wonderful saturday」       | 2004年7月3日 - 9月25日         | アルバム 「スズ虫」 に収録。                                                                                       |
| 大塚愛               | 「ふたつ星記念日」           | 2004年10月2日 - 2005年3月26日  | アルバム「LOVE JAM」に収録。                                                                                       |
| 倉木麻衣             | 「P.S.♡MY SUNSHINE」         | 2005年4月2日 - 6月25日         | |
| TUBE                 | 「ジラされて熱帯」           | 2005年7月2日 - 9月24日         | 2005年7月23日放送時、同ボーカルである前田亘輝の暴力団パーティー出席問題でテーマ曲の放送を取り止め（この1週のみ）。 |
| ゆず                 | 「陽はまた昇る」             | 2005年10月1日 - 12月24日       | |
| ZARD                 | 「カラッといこう!」          | 2006年1月7日 - 3月25日         | |
| 僕道1号              | 「名の無い色」               | 2006年4月1日 - 6月24日         | 第1回めざうたコンペで決定した。                                                                                    |
| ちめいど             | 「猫背のうた」               | 2006年7月1日 - 9月30日         | 第2回めざうたコンペで決定した。                                                                                    |
| ナナ・イロ           | 「たからもののうた」         | 2006年10月7日 - 12月30日       | 第3回めざうたコンペで決定した。                                                                                    |
| ★ジョージ★           | 「ゆびきり」                 | 2007年1月6日 - 3月31日         | めざうたコンペ・FINALで決定した。                                                                                  |
| キグルミ             | 「ダンシング・シスター」     | 2007年4月7日 - 6月30日         | |
| mihimaru GT          | 「ビバケーション」           | 2007年7月7日 - 9月29日         | |
| 伊藤由奈             | 「Colorful」                 | 2007年10月6日 - 12月29日       | |
| 広瀬香美             | 「サタデー☆ラバーズ」        | 2008年1月5日 - 3月29日         | |
| GReeeeN              | 「地球号」                   | 2008年4月5日 - 9月27日         | 2008年7月12日放送分から2012年3月31日放送分まで『めざましどようびメガ』のテーマソングを兼ねている。                 |
| FUNKY MONKEY BABYS   | 「風」                       | 2008年10月4日 - 2009年3月28日  | 2008年7月12日放送分から2012年3月31日放送分まで『めざましどようびメガ』のテーマソングを兼ねている。                 |
| キマグレン           | 「海岸中央通り」             | 2009年4月4日 - 9月26日         | 2008年7月12日放送分から2012年3月31日放送分まで『めざましどようびメガ』のテーマソングを兼ねている。                 |
| 青山テルマ           | 「OH BABY 恋していたい」     | 2009年10月3日 - 2010年3月27日  | 2008年7月12日放送分から2012年3月31日放送分まで『めざましどようびメガ』のテーマソングを兼ねている。                 |
| BIGBANG              | 「HANDS UP」                 | 2010年4月3日 - 9月25日         | 2008年7月12日放送分から2012年3月31日放送分まで『めざましどようびメガ』のテーマソングを兼ねている。                 |
| KARA                 | 「ジャンピン」               | 2010年10月2日 - 2011年3月26日  | 2008年7月12日放送分から2012年3月31日放送分まで『めざましどようびメガ』のテーマソングを兼ねている。                 |
| 西野カナ             | 「Clap Clap!!」              | 2011年4月2日 - 9月24日         | 2008年7月12日放送分から2012年3月31日放送分まで『めざましどようびメガ』のテーマソングを兼ねている。                 |
| miwa                 | 「ふたりのサタディ」         | 2011年10月1日 - 2012年3月31日  | 2008年7月12日放送分から2012年3月31日放送分まで『めざましどようびメガ』のテーマソングを兼ねている。                 |
| flumpool             | 「君をつれて」               | 2012年4月7日 - 9月29日         | シングル「Answer」に収録。                                                                                         |
| One Direction        | 「Live While We're Young」   | 2012年10月6日 - 2013年3月30日  | アルバム「Take Me Home」に収録。                                                                                   |
| ももいろクローバーZ  | 「仮想ディストピア」         | 2013年4月6日 - 2013年9月28日   | アルバム「5TH DIMENSION」に収録。                                                                                  |
| インストゥルメンタル | 「（タイトル不明）」         | 2013年10月5日                  | |
| ゴールデンボンバー   | 「あの素晴しい朝をもう一度」 | 2013年10月12日 - 2014年3月29日 | シングル「101回目の呪い」に収録。                                                                                  |
| 遊助                 | 「Sunshine」                 | 2014年4月5日 - 2014年9月27日   | めざましテレビ放送開始20周年デイリーテーマソング前期                                                               |
| 遊助                 | 「きみ」                     | 2014年10月4日 - 2015年3月28日  | めざましテレビ放送開始20周年デイリーテーマソング後期                                                               |
| 大原櫻子             | 「Glorious morning」         | 2015年4月4日 - 2015年9月26日   | シングル「真夏の太陽」に収録。                                                                                     |
| 星野源               | 「Week End」                 | 2015年10月3日 - 2016年4月2日   | アルバム「YELLOW DANCER」に収録。                                                                                  |
| KEYTALK              | 「boys & girls」             | 2016年4月9日 - 2016年10月1日   | シングル「MATSURI BAYASHI」に収録。                                                                                |
| Little Glee Monster  | 「春夏秋冬」                 | 2016年10月8日 - 2017年3月25日  | アルバム「Joyful Monster」に収録。                                                                                 |
| SHISHAMO             | 「笑顔のおまじない」         | 2017年4月1日 - 2018年3月31日   | シングル「BYE BYE」に収録。                                                                                        |
| 乃木坂46             | 「雲になればいい」           | 2018年4月7日 - 2018年9月29日   | シングル「シンクロニシティ」に収録。                                                                               |
| あいみょん           | 「プレゼント」               | 2018年10月6日 - 2019年6月29日  | アルバム「瞬間的シックスセンス」に収録。                                                                           |
| Mrs. GREEN APPLE     | 「lovin’」                   | 2019年7月6日 - 2020年3月28日   | アルバム「Attitude」に収録。                                                                                       |
| milet                | 「STAY」                     | 2020年4月4日 - 2021年3月27日   | アルバム「eyes」に収録。                                                                                           |
| Novelbright          | 「ハミングバード」           | 2021年4月3日 - 2022年4月2日    | アルバム「開幕宣言」に収録。                                                                                       |
| Saucy Dog            | 「優しさに溢れた世界で」     | 2022年4月9日 - 2023年4月1日    | アルバム「サニーボトル」に収録。                                                                                   |
| wacci & asmi         | 「リバイバル」               | 2023年4月8日 - 2024年3月30日   | |
| 幾田りら             | 「ハミング」                 | 2024年4月6日 - 2025年3月29日   | |
| TOMORROW X TOGETHER  | 「Step by Step」             | 2025年4月5日 -                 | |

## スタッフ
- ナレーター：笹谷陽子、あんべあつし、大川立樹
- 編集長：富田友之
- PD：蔵本卓大（フジテレビ）
- チーフプロデューサー：高橋龍平（フジテレビ、2019年7月 - 、以前は総合演出）
- 制作著作：フジテレビ

### 過去のスタッフ
- 総合演出：福原伸治
- 編成：鈴木克明、吉田豪
- 広報：河端由季子
- PD：鈴木カッパ
- プロデューサー：柴崎敦子、松井信樹、石塚大志（フジテレビ）、田部井一真（フジテレビ）郡薫子（フジテレビ）
- 監修：五十嵐英次（フジテレビ）
- チーフプロデューサー：角谷公英、成田一樹（フジテレビ）、渡邊貴（フジテレビ、2016年7月 - 2019年6月）